# Vladimir (drama)
Vladimir (COBISS) je drama Matjaža Zupančiča, izšla je leta 1997 v Sodobnosti,  pri DZS leta 1999 v knjigi Vladimir/Ubijalci muh (COBISS) (zbirka Drzni znanilci sprememb), leta 2007 pa v zbirki Klasje. Premierno je bila uprizorjena leta 1999 v SNG Drama in prejela Veliko nagrado Tedna slovenske drame Kranj, naslednje leto pa še Grumovo nagrado.

## Vsebina
Drama je razdeljena na pet časovno ločenih enot, ki časovno zajamejo obdobje nekaj tednov oziroma mesecev. Je realistična drama, zaostrena s krutimi elementi stvarnosti.  Prostor dogajanja je stanovanje, prizorišče, ki je vsakdanje in običajno, čas pa je sedanjost. Trije mladi, dva študenta in en honorarni delavec, so sostanovalci v nekoliko zanemarjenem blokovskem stanovanju. Aleš in Maša sta par, Miki je njun prijatelj, k njim pa se priseli še Vladimir, gospod srednjih let, ki spremeni njihova življenja. S prikrito manipulacijo počasi prevzame glavno vlogo v njihovem gospodinjstvu, Aleša sprva fascinira, saj mu posodi denar, Mikija pa utesnjuje. Posredno povzroči Aleševo ljubosumje zaradi Mikija, s katerim Maša skupaj študira in se veliko druži, nakar se Miki zaradi prepira odseli. Vladimir nato najame še drugo sobo v stanovanju in Mašo čedalje bolj moti njegova stalna navzočnost in Aleševo navdušenje nad njim, kar se zajeda v njuno zvezo, zato zahteva, naj se Vladimir odseli. Miki Alešu sporoči, da je bil Vladimir v zaporu, in Vladimir mu prizna, da je kot varnostnik pohabil nekega otroka. Nekega večera se Maša vrne domov nekoliko pijana in Vladimirja sprovocira, da ta fizično obračuna z njo. Vmeša se Aleš, ki hoče končno Vladimirja napoditi, drama pa se konča z neizogibnim obračunom.